# Ulodesmus fossor
Ulodesmus fossor är en mångfotingart som beskrevs av Lawrence 1958. Ulodesmus fossor ingår i släktet Ulodesmus och familjen Gomphodesmidae. Inga underarter finns listade i Catalogue of Life.